# العلاقات الإسبانية الدومينيكانية
العلاقات الإسبانية الدومينيكانية هي العلاقات الثنائية التي تجمع بين إسبانيا وجمهورية الدومينيكان.

## مقارنة بين البلدين
هذه مقارنة عامة ومرجعية للدولتين:
| وجه المقارنة                                              | إسبانيا                                                                             | جمهورية الدومينيكان |
| --------------------------------------------------------- | ----------------------------------------------------------------------------------- | ------------------- |
| المساحة (كم2)                                             | 505.99 ألف                                                                          | 48.67 ألف           |
| عدد السكان (نسمة)                                         | 46.73 مليون                                                                         | 10.40 مليون         |
| الكثافة السكانية (ن./كم²)                                 | 92.35                                                                               | 213.68              |
| العاصمة                                                   | مدريد                                                                               | سانتو دومينغو       |
| اللغة الرسمية                                             | اللغة الإسبانية، اللغة الغاليسية، لغة بشكنشية، اللغة الكتالونية، اللغة الأوكسيتانية | اللغة الإسبانية     |
| العملة                                                    | يورو، بيزيتا إسبانية                                                                | بيزو دومنيكاني      |
| الناتج المحلي الإجمالي (بليون دولار)                      | 1.31 تريليون                                                                        | 75.93 مليار         |
| الناتج المحلي الإجمالي (تعادل القوة الشرائية) بليون دولار | 1.77 تريليون                                                                        | 149.89 مليار        |
| الناتج المحلي الإجمالي الاسمي للفرد دولار أمريكي          | 28.16 ألف                                                                           | 6.47 ألف            |
| الناتج المحلي الإجمالي للفرد دولار أمريكي                 | 38.00 ألف                                                                           | 13.26 ألف           |
| مؤشر التنمية البشرية                                      | 0.876                                                                               | 0.715               |
| رمز المكالمات الدولي                                      | +34                                                                                 | +1809، +1829، +1849 |
| رمز الإنترنت                                              | .es                                                                                 | .do                 |
| المنطقة الزمنية                                           | ت ع م+01:00، ت ع م+02:00                                                            | 00                  |

## مدن متوأمة
في ما يلي قائمة باتفاقيات التوأمة بين مدن إسبانية ودومينيكانية:
- ترتبط سانتياغو دي كومبوستيلا مع سانتياغو دي لوس كاباليروس باتفاقية توأمة.
- ترتبط سانتا كروث دي تينيريفه مع سانتو دومينغو باتفاقية توأمة.
- ترتبط قصرش مع محافظة سانتو دومينغو باتفاقية توأمة.
- ترتبط فيلاغونزالو بيديرناليس مع بدرنالس باتفاقية توأمة.
- ترتبط لا مويلا مع سانتو دومينغو باتفاقية توأمة.
- ترتبط مدريد مع سانتو دومينغو باتفاقية توأمة منذ 19 يناير 1982.[15][15][16][17]
- ترتبط برشلونة مع سانتو دومينغو باتفاقية توأمة منذ 1984.

## منظمات دولية مشتركة
يشترك البلدان في عضوية مجموعة من المنظمات الدولية، منها:
| علم المنظمة | اسم المنظمة                          | تاريخ انضمام إسبانيا | تاريخ انضمام جمهورية الدومينيكان |
| ----------- | ------------------------------------ | -------------------- | -------------------------------- |
|             | بنك أمريكا الوسطى للتكامل الاقتصادي ‏ | ?                    | ?                                |
|             | المنظمة الهيدروغرافية الدولية        | ?                    | ?                                |
|             | الاتحاد البريدي العالمي              | ?                    | ?                                |
|             | يونسكو                               | 30 يناير 1953        | 4 نوفمبر 1946                    |
|             | البنك الدولي للإنشاء والتعمير        | 15 سبتمبر 1958       | 18 سبتمبر 1961                   |
|             | منظمة التجارة العالمية               | ?                    | ?                                |
|             | وكالة ضمان الاستثمار متعدد الأطراف   | 29 أبريل 1988        | 7 مارس 1997                      |
|             | منظمة الشرطة الجنائية الدولية        | ?                    | ?                                |
|             | مؤسسة التمويل الدولية                | 24 مارس 1960         | 31 أكتوبر 1961                   |
|             | الأمم المتحدة                        | 14 ديسمبر 1955       | 24 أكتوبر 1945                   |
|             | مؤسسة التنمية الدولية                | 18 أكتوبر 1960       | 16 نوفمبر 1962                   |
|             | منظمة حظر الأسلحة الكيميائية         | ?                    | ?                                |

## أعلام
هذه قائمة لبعض الشخصيات التي تربطها علاقات بالبلدين:
- أميليا فيغا (7 نوفمبر 1984 – )
- أوسكار دي لا رينتا (22 يوليو 1932[23][24][25] – 20 أكتوبر 2014[23][24][25])
- حزقيال بابلو دوارتي (شاعر من جمهورية الدومينيكان، 26 يناير 1813[26][27] – 15 يوليو 1876[26][27])
- خواكين بالاغوار (1 سبتمبر 1906[28][29] – 14 يوليو 2002[28][29][30])
- خوان لويس غيرا (7 يونيو 1957 – )
- دانيلو ميدينا (10 نوفمبر 1951[31] – )
- رافائيل تروخيو (24 أكتوبر 1891[32][33][34] – 30 مايو 1961[32][33][34])
- ماري جو فرنانديز (لاعبة كرة مضرب أمريكية، 19 أغسطس 1971 – )
- ماريا مونتيز (6 يونيو 1912[35][36] – 7 سبتمبر 1951[35][36][37])
- ماريانو دياز (لاعب كرة قدم إسباني، 1 أغسطس 1993[38] – )
- هيبوليتو ميخيا دومينيجيز (سياسي من جمهورية الدومينيكان، 22 فبراير 1941 – )

## وصلات خارجية
- موقع وزارة الخارجية الإسبانية